# Süderfahrenstedt
Süderfahrenstedt (tiếng Đan Mạch: Sønder Farensted) là một đô thị thuộc huyện Schleswig-Flensburg, trong bang Schleswig-Holstein, nước Đức. Đô thị Süderfahrenstedt có diện tích 9,08 km², dân số thời điểm 31 tháng 12 năm 2006 là 512 người.